# Ferrari SF15-T
Der Ferrari SF15-T war der 48. Formel-1-Rennwagen der Scuderia Ferrari. Mit dem Fahrzeug bestritt das Team die Formel-1-Weltmeisterschaft 2015.

## Präsentation und Name
Der Wagen wurde am 30. Januar 2015 in Maranello vorgestellt, die Präsentation wurde live im Internet übertragen.
Die Bezeichnung des Wagens setzt sich aus der Abkürzung des Teamnamens, SF, der Jahreszahl und der Abkürzung für Turbolader zusammen.

## Technik und Entwicklung
Der SF15-T ist das Nachfolgemodell des F14 T. Obwohl es eine Weiterentwicklung des Vorjahreswagen ist, unterscheidet sich das Fahrzeug aufgrund von Regeländerungen für die Formel-1-Saison 2015 optisch vom Vorgängermodell, da die Bestimmungen im Bereich der Fahrzeugnase deutlich verändert wurden.
Der Frontflügel besitzt neue Endplatten mit acht einzelnen Elementen, die den Luftfluss um die Vorderräder lenken. Nachdem das Team bereits beim Vorjahreswagen mit einem System experimentierte, bei dem Luft durch hohle Achskörper an der Vorderachse bis zur Radnabe geleitet wurde, um den Luftstrom um die Vorderräder zu verbessern, deutet die Form der Vorderachse darauf hin, dass beim SF15-T ein solches System ebenfalls vorhanden ist. Der untere Querlenker ist sehr tief am Chassis befestigt und die beiden dort zusammenlaufenden Aufhängungsstreben liegen so eng zusammen, dass sie sich überlappen und ein einheitliches aerodynamisches Profil bilden. Die Verbindung der oberen Strebe ist am höchstmöglichen Punkt am Chassis angebracht, wo sich ein innenliegendes Drehgelenk befindet. Bei der Vorderradaufhängung setzt Ferrari weiterhin auf ein System mit Zugstreben. Laut Technikchef James Allison sei es zwar schwieriger, eine Zugstreben-Aufhängung leicht und fest zu gestalten, dafür gebe es jedoch aerodynamische Vorteile.
Unterhalb der Airbox, dem Lufteinlass über dem Cockpit, gibt es nun einen kleinen, zusätzlichen Lufteinlass in dreieckiger Form. Die hier einströmende Luft wird verwendet, um die Motorelektronik zu kühlen. Die Anordnung der Kühler in den Seitenkästen wurde geändert, um eine bessere Kühlwirkung zu erreichen. Alleine durch die hieraus resultierende, optimierte Aerodynamik soll der Wagen im Vergleich zum Vorjahreswagen mehrere Zehntelsekunden pro Runde schneller sein.
Auch im Heckbereich sind große Unterschiede zu erkennen, aufgrund der grundlegenden Überarbeitung des Kühlsystems ist der gesamte Heckbereich deutlich kompakter gestaltet. Auch der Heckflügel wurde überarbeitet, er bietet nicht nur mehr Abtrieb, sondern auch der Einfluss des aktivierten DRS soll nun deutlich größer sein. Er ist an einer einzelnen Strebe befestigt, die nach vorn reicht und ihn mit dem Chassis verbindet. Mehr Abtrieb sollen auch die überarbeiteten Bremsbelüftungen bringen.
Nach der zweiten Woche der Testfahrten vor Saisonbeginn auf dem Circuit de Barcelona-Catalunya wurde bekannt, dass die FIA die Kamerabefestigung am SF-15T für illegal hält und das Team diese bis zum Saisonauftakt in Australien verändern muss.
Angetrieben wird der SF15-T vom Ferrari Typ 059/4, einem 1,6-Liter-V6-Motor mit einem Turbolader.

## Lackierung und Sponsoring
Der SF15-T ist überwiegend im klassischen Rot lackiert, dazu gibt es auf der ganzen Länge des Wagens einen weißen und darunter einen breiten schwarzen Streifen. Der hintere Teil der Motorenabdeckung ist komplett in Schwarz gehalten. Auf dem Auto sichtbare Sponsoren sind Alfa Romeo, Claro, ein Markenname in mehreren Staaten Lateinamerikas für Mobilfunknetze von América Móvil, Hublot, Kaspersky Lab, Santander, UPS und Shell.

## Fahrer
Kimi Räikkönen blieb bei Ferrari. Sein neuer Teamkollege wurde Sebastian Vettel, der nach sechs Jahren bei Red Bull Racing zum Team wechselte. Hier ersetzte er Fernando Alonso, der nach fünf Jahren bei Ferrari nun für McLaren fuhr. Als Testfahrer wurden Esteban Gutiérrez, im Vorjahr noch Stammpilot bei Sauber, sowie Jean-Éric Vergne, der für Toro Rosso gefahren war, verpflichtet.

## Ergebnisse
| Fahrer                          | Nr.                             | 1   | 2 | 3 | 4 | 5 | 6 | 7 | 8   | 9 | 10  | 11  | 12 | 13 | 14 | 15 | 16  | 17  | 18 | 19 | Punkte | Rang |
| ------------------------------- | ------------------------------- | --- | - | - | - | - | - | - | --- | - | --- | --- | -- | -- | -- | -- | --- | --- | -- | -- | ------ | ---- |
| Formel-1-Weltmeisterschaft 2015 | Formel-1-Weltmeisterschaft 2015 |     |   |   |   |   |   |   |     |   |     |     |    |    |    |    |     |     |    |    | 428    | 2.   |
| S. Vettel                       | 5                               | 3   | 1 | 3 | 5 | 3 | 2 | 5 | 4   | 3 | 1   | 12* | 2  | 1  | 3  | 2  | 3   | DNF | 3  | 4  | 428    | 2.   |
| K. Räikkönen                    | 7                               | DNF | 4 | 4 | 2 | 5 | 6 | 4 | DNF | 8 | DNF | 7   | 5  | 3  | 4  | 8  | DNF | DNF | 4  | 3  | 428    | 2.   |

| Legende  | Legende            | Legende                                                          |
| Farbe    | Abkürzung          | Bedeutung                                                        |
| -------- | ------------------ | ---------------------------------------------------------------- |
| Gold     | –                  | Sieg                                                             |
| Silber   | –                  | 2. Platz                                                         |
| Bronze   | –                  | 3. Platz                                                         |
| Grün     | –                  | Platzierung in den Punkten                                       |
| Blau     | –                  | Klassifiziert außerhalb der Punkteränge                          |
| Violett  | DNF                | Rennen nicht beendet (did not finish)                            |
| Violett  | NC                 | nicht klassifiziert (not classified)                             |
| Rot      | DNQ                | nicht qualifiziert (did not qualify)                             |
| Rot      | DNPQ               | in Vorqualifikation gescheitert (did not pre-qualify)            |
| Schwarz  | DSQ                | disqualifiziert (disqualified)                                   |
| Weiß     | DNS                | nicht am Start (did not start)                                   |
| Weiß     | WD                 | zurückgezogen (withdrawn)                                        |
| Hellblau | PO                 | nur am Training teilgenommen (practiced only)                    |
| Hellblau | TD                 | Freitags-Testfahrer (test driver)                                |
| ohne     | DNP                | nicht am Training teilgenommen (did not practice)                |
| ohne     | INJ                | verletzt oder krank (injured)                                    |
| ohne     | EX                 | ausgeschlossen (excluded)                                        |
| ohne     | DNA                | nicht erschienen (did not arrive)                                |
| ohne     | C                  | Rennen abgesagt (cancelled)                                      |
| ohne     | keine WM-Teilnahme |                                                                  |
| sonstige | P/fett             | Pole-Position                                                    |
| sonstige | 1/2/3/4/5/6/7/8    | Punktplatzierung im Sprint-/Qualifikationsrennen                 |
| sonstige | SR/kursiv          | Schnellste Rennrunde                                             |
| sonstige | *                  | nicht im Ziel, aufgrund der zurückgelegten Distanz aber gewertet |
| sonstige | ()                 | Streichresultate                                                 |
| sonstige | unterstrichen      | Führender in der Gesamtwertung                                   |